# دوري كرة القدم الألباني الدرجة الأولى 1995–96
دوري كرة القدم الألباني الدرجة الأولى 1995–96 هو موسم من دوري كرة القدم الألباني الدرجة الأولى ‏. فاز فيه نادي لوشنيا.